# Ein starkes Team: Lug und Trug
Lug und Trug ist ein deutscher Fernsehfilm von Peter F. Bringmann aus dem Jahr 2001. Es handelt sich um die 17. Folge der Krimiserie Ein starkes Team mit Maja Maranow und Florian Martens in den Hauptrollen.

## Handlung
Nach einer Verkehrskontrolle, bei der Otto den Alkoholtest nicht besteht, muss er mit der S-Bahn nach Hause fahren. Als er den Waggon betritt, kommt er gerade dazu, wie zwei Jugendliche einen dritten massiv belästigen. Otto mischt sich ein und wird daraufhin von den Rowdys angegriffen. Im Gerangel stößt er einen der beiden von sich, der in der Folge mit dem Kopf aufschlägt und das Bewusstsein verliert. Ingo Voss, den er eigentlich beschützen wollte, macht sich aus dem Staub, sodass Otto für den Vorfall keinen Zeugen hat und nun beschuldigt wird, selbst der Angreifer gewesen zu sein. Er wird vom Dienst suspendiert. Auf der Suche nach Voss, der den Polizisten entlasten könnte, ist Ottos gesamtes Team dabei. Ungeahnt geraten sie in einen Entführungsfall, in den der Gesuchte verwickelt ist. Seine Kumpane, Benno Sommer und Jens Homberg, haben die Frau des Spediteurs Buchwald entführt. Obwohl die Entführung von Anna-Maria Buchwald selber initiiert wurde, weil sie mit Benno Sommer und einem ordentlichen Startkapital ein neues Leben beginnen will, ist sie den Männern schutzlos ausgeliefert. Die Nervosität der Entführer steigt, weil Lars Buchwald auf Zeit spielt und offenbar kein großes Interesse an der Freilassung seiner Ehefrau hat. Um den Spediteur unter Druck zu setzen, schneidet Benno Sommer der Frau sogar einen kleinen Finger ab. Daraufhin beginnen Unstimmigkeiten unter den Entführern und Ingo Voss will, zumindest mit einer Aussage für Otto Garber, der Polizei helfen. Er verabredet sich mit Otto und wird kurz vor der Unterredung erstochen aufgefunden. Schnell finden Otto, der trotz seiner Suspendierung weiter ermittelt, und Verena einen Zusammenhang mit der Entführung Buchwald. Sie planen, die Täter bei der Geldübergabe zu fassen. Die Verhaftung scheitert, weil die Täter unerwartet mit einem schnellen Motorboot zur Übergabe erscheinen, worauf die Ermittler nicht vorbereitet sind. Otto versucht noch, die fliehenden Entführer zu Land mit einem beschlagnahmten Auto zu verfolgen. Er scheitert und rammt das Fahrzeug an einen Brückenpfeiler, was seine dienstliche Situation weiter verschlimmert. Als die Entführer ihr Boot in einem abgelegenen Industriehafen verlassen, stellen sie fest, dass der Spediteur sie gelinkt hat, denn der Geldkoffer enthält nur wertloses Papier. Benno Sommer begibt sich daraufhin zu Buchwald und macht im klar, dass er die Botschaft verstanden hätte. In der Annahme, dass der Spediteur seine Frau so ganz elegant loswerden wollte, macht er ihm das Angebot, gegen Bezahlung Anna-Maria Buchwald umzubringen.
Allmählich kommen die Ermittler dahinter, dass es sich bei den Entführern um Benno Sommer und Jens Homberg handelt. Sie können sie festnehmen und erfahren dabei von der Mittäterschaft der Entführten und ihres Mannes. Bei einem abschließenden Schusswechsel wird Sommer getötet.

## Hintergrund
Lug und Trug wurde in Berlin gedreht und am 6. Januar 2001 um 20:15 Uhr im ZDF erstausgestrahlt.
Sputnik, dessen Rolle als Geschäftsmann in der Serie als ein Running Gag angelegt ist, hat in dieser Folge seine Gaststätte unter dem Motto „New York, New York“ völlig amerikanisiert.

## Drehorte (Auswahl)
- Sputniks Kneipe „New York, New York“ war in der Crellestraße 17; vor dieser Kneipe wird auch Ingo Voss ermordet
- Voss`Freundin Julia wohnt in einem Hochhaus in der Lilli-Henoch-Straße 17
- Die fatale Fahrt mit der U-Bahn beginnt am Alexanderplatz und endet an der Station Tierpark
- Die Spedition Buchwald war in der Heidestraße 20; die Gebäude wurden inzwischen abgerissen
- Die Geldübergabe fand  am U-Bahnhof Hallesches Tor statt; Fluchtweg der Täter war der Landwehrkanal
- Der abgelegene Industriehafen war der Stichkanal Rummelsburg neben dem Heizkraftwerk Klingenberg

## Kritik
Die Kritiker der Fernsehzeitschrift TV Spielfilm meinen: „Wie immer niveauvoll und mit Berliner Charme“